# Euxoa florigena
Euxoa florigena là một loài bướm đêm trong họ Noctuidae.